# Wolf Peter Fehlhammer
Wolf Peter Fehlhammer (* 9. September 1939 in München) ist ein deutscher Chemiker und ehemaliger Generaldirektor des Deutschen Museums.

## Berufliche Laufbahn
Wolf Peter Fehlhammer studierte Chemie an der TU München. 1968 promovierte er bei Wolfgang Beck, war Assistent an der Ludwig-Maximilians-Universität in München und habilitierte schließlich 1976.
Von 1976 bis 1983 war er an der Universität Erlangen-Nürnberg als Professor tätig.
In den Jahren 1984 bis 1991 hatte er den Posten des Direktors des Instituts für Anorganische und Analytische Chemie der Freien Universität Berlin inne.
Von 1993 bis 2004 war er der Generaldirektor des Deutschen Museums in München.
Wolf Peter Fehlhammer hat zahlreiche Bücher und Schriften in den Bereichen Chemie und Museologie veröffentlicht.

## Ehrungen
- 1981: Carl-Duisberg-Gedächtnispreis
- 1994: Ehrenprofessorwürde der Universität München
- 1997: The International Primo Rovis Prize for the Diffusion of Scientific Culture
- 2000: Ehrendoktorwürde der Université de Rennes I
- 2003: Ordre des Palmes Académiques

| Personendaten    | Personendaten                                                         |
| ---------------- | --------------------------------------------------------------------- |
| NAME             | Fehlhammer, Wolf Peter                                                |
| KURZBESCHREIBUNG | deutscher Chemiker, Generaldirektor des Deutschen Museums (1993–2004) |
| GEBURTSDATUM     | 9. September 1939                                                     |
| GEBURTSORT       | München                                                               |